# Mahomet (Illinois)
Pour les articles homonymes, voir Mahomet.
Mahomet est une petite ville américaine du comté de Champaign dans l’État d’Illinois.
La ville est située à 221 mètres d'altitude et a une superficie de 22,2 km2. Entourée par Bondville, Mansfield et De Land, Mahomet est située à 13 km au nord-ouest de Champaign la plus grande ville des environs. 
Elle comptait 7 258 habitants au dernier recensement de la population, en 2010. La densité de population est de 275 habitants par km2.

## Origine du nom
L'orthographe inhabituelle qui ressemble à la transcription en français de Mahomet, induit parfois les nouveaux venus en erreur. La prononciation du nom de la ville de Mahomet est muh-HOMM-it et n'a rien à voir avec le prophète de l'Islam. L'origine du nom n'est pas tranchée avec certitude. La première hypothèse est que le nom ait été donné arbitrairement. Mahomet s'appelait à l'origine Middletown, probablement parce qu'il se trouve à mi-chemin entre Bloomington et Danville. Au cours des années 1840 ou 1850, il a été découvert qu'il y avait deux Middletowns en Illinois, l'autre étant dans le comté de Logan. Le nom Mahomet aurait été arbitrairement attribué au bureau de poste de ce Middletown à Washington, DC. Une autre hypothèse est que le nom de la ville de l'Illinois dérive de la « Mahomet Lodge », la loge maçonnique locale à l'époque où la ville cherchait un nouveau nom.